# 李家沱街道
李家沱街道，是中华人民共和国重庆市巴南區下辖的一个乡镇级行政单位。

## 行政区划
李家沱街道下辖以下地区：
林荫社区、滨江社区、李家沱正街社区、马王坪正街一社区、马王坪正街二社区、合建村社区、渝纱社区、桥南社区、西流沱社区、其龙社区、其龙村、群乐村和光明村。